# National Road 60

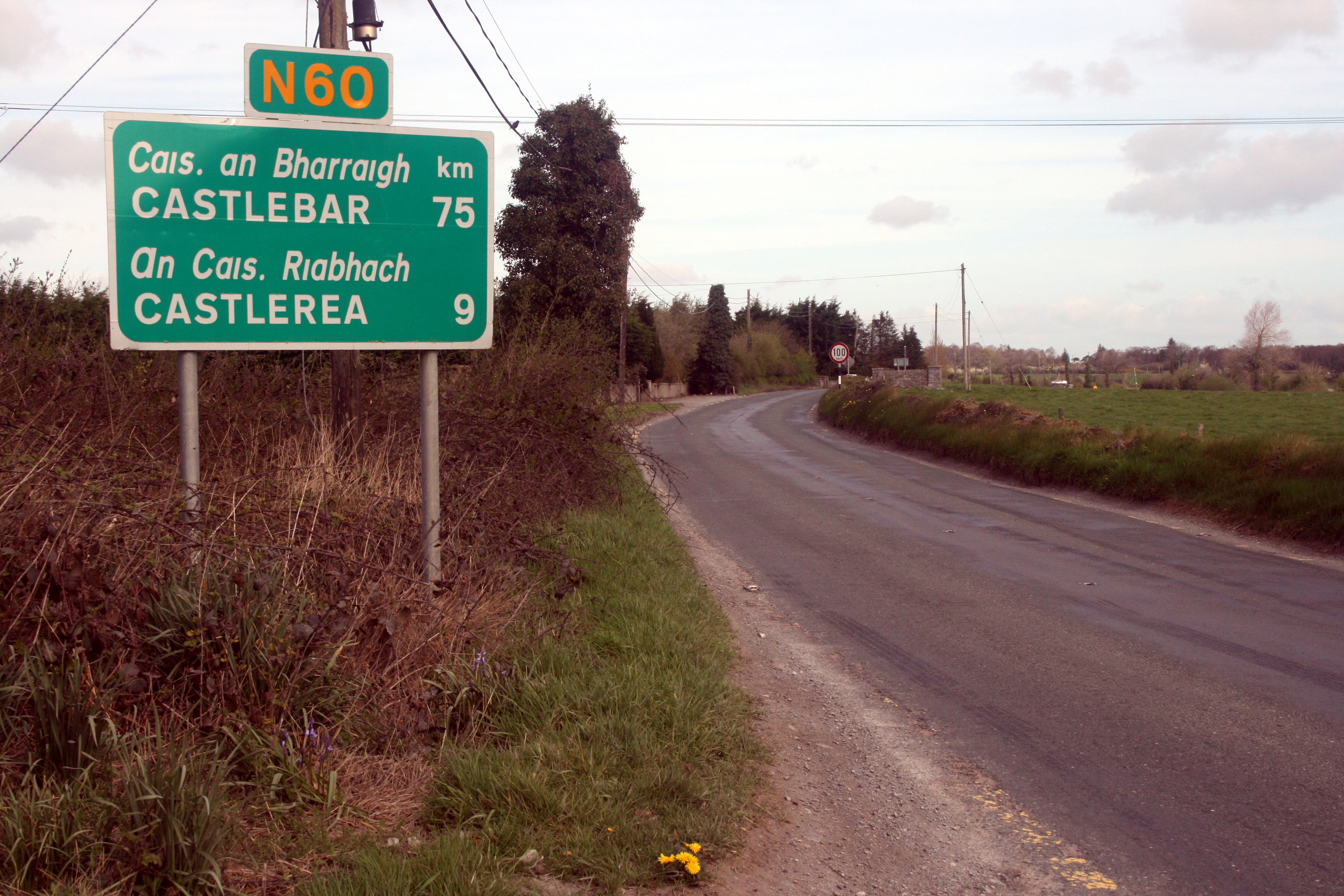
La N60 all'altezza di Ballymoe

La National Road 60 (N60) è una strada irlandese nazionale di livello secondario che collega Castlebar, nella contea di Mayo a Roscommon nel nord-ovest della Repubblica d'Irlanda. La strada è lunga 92 km.
La strada passa attraverso importanti centri abitati quali Ballymoe, Castlerea, Ballyhaunis, Claremorris e Balla.
La N60 è caratterizzata da una notevole variabilità nella qualità della pavimentazione così come nella larghezza della carreggiata: i tratti più larghi sono siti nella contea di Roscommon mentre il tratto più pericoloso, soprattutto per la larghezza limitata è quello compreso tra Castlebar e Claremorris. Il tratto appena menzionato è peraltro il più trafficato essendo interessato da un traffico giornaliero medio di 7000 veicoli. 
La N60 non ha subito opere di miglioramento nel corso di molti anni, tuttavia nel 2022 è stato varato un progetto per migliorare il tratto compreso tra Balla e Claremorris, creando in particolare un by-pass che permetterà di evitare il passaggio per il centro cittadino di Balla. Il progetto prevede anche la realizzazione di una pista ciclabile parallela al nuovo tratto di strada. Attualmente è in fase di gara d'appalto (ottobre 2022). 
La strada è servita dalla linea di autobus 440 della Bus Éireann.